# Galleria Nazionale d'Arte Antica
Galleria Nazionale d'Arte Antica (GNAA) (hr. „Nacionalna galerija stare umjetnosti”), je umjetnička galerija u Rimu, smještena na dvije lokacije, barokne palače Palazzo Barberini i Palazzo Corsini
Palača Barberini je napravljena za papu Urbana VIII., člana obitelji Barberini, koju je dizajnirao talijanski arhitekt Carlo Maderno (1556.–1629.) na staroj lokaciji vile Sforza. Strop njenog središnjeg salona je dekorirao Pietro da Cortona, u čast Božije providnosti, kako bi se veličala papinska obitelj Barberini.
Palazzo Corsini, prije poznata pod nazivom Palazzo Riario, je palača iz 15. stoljeća koju je u 18. stoljeću obnovio arhitekt Ferdinando Fuga za kardinala Neria Maria Corsinia. Danas se u palači nalaze i neki uredi Nacionalne akademije znanosti (Accademia dei Lincei) i Galerija Corsini, dok su njegovi vrtovi dio botaničkog vrta Rimskog sveučilišta La Sapienza.

## Kolekcija
- Fra Filippo Lippi, Tarkvinska Gospa, oko 1437.
- Piero di Cosimo, Marija Magdalena, oko 1490.
- Rafael, La Fornarina, oko 1519.
- Hans Holbein mlađi, Portret Henrika VIII., oko 1540.
- Caravaggio, Judita odrubljuje glavu Holofernu, oko 1598.
- Caravaggio, Narcis (Caravaggio), oko 1598.
- Peter Paul Rubens, Mučeništvo sv. Sebastijana, oko 1608.
- Jusepe de Ribera, Odricanje sv. Petra, 1615.
- Pietro da Cortona, Alegorija božanske providnosti i moći Barberinija, 1633.-1639.
- Artemisia Gentileschi, Autoportret, oko 1637.
- Canaletto, Trg sv. Marka prema San Geminianu, oko 1735.

## Vanjske poveznice
- Gallerie Nazionali d'Arte Anticai Službene stranice
- Accademia Nazionale dei Lincei,u Palazzo Corsini